# Edi Maia
Edi Silva Maia (Setúbal, 10 novembre 1987) è un astista portoghese.

## Record nazionali
- Salto con l'asta indoor: 5,70 m ( Orléans, 18 gennaio 2014)

## Palmarès
| Anno | Manifestazione             | Sede         | Evento           | Risultato | Prestazione | Note |
| ---- | -------------------------- | ------------ | ---------------- | --------- | ----------- | ---- |
| 2009 | Europei under 23           | Kaunas       | Salto con l'asta | 15º (q)   | 5,20 m      |      |
| 2010 | Campionati ibero-americani | San Fernando | Salto con l'asta | Bronzo    | 5,30 m      |      |
| 2010 | Europei                    | Barcellona   | Salto con l'asta | 26º (q)   | 5,10 m      |      |
| 2011 | Europei indoor             | Parigi       | Salto con l'asta | 16º (q)   | 5,20 m      |      |
| 2011 | Mondiali                   | Taegu        | Salto con l'asta | nm (q)    | nm (q)      |      |
| 2012 | Europei                    | Helsinki     | Salto con l'asta | nm (q)    | nm (q)      |      |
| 2012 | Giochi olimpici            | Londra       | Salto con l'asta | 24º (q)   | 5,20 m      |      |
| 2013 | Europei indoor             | Göteborg     | Salto con l'asta | 22º (q)   | 5,20 m      |      |
| 2013 | Mondiali                   | Mosca        | Salto con l'asta | 24º (q)   | 5,40 m      |      |
| 2014 | Europei                    | Zurigo       | Salto con l'asta | 8º        | 5,60 m      |      |
| 2015 | Europei indoor             | Praga        | Salto con l'asta | nm (q)    | nm (q)      |      |